# Jerónimo Osório
Jerónimo Osório da Fonseca, Bispo do Algarve (Lisboa, 1506 – Tavira, 20 de agosto de 1580) foi um teólogo, filósofo, moralista e exegeta português. Publicou várias obras, das quais se destacam De Nobilitate Civile Et Christiana (1542), De Gloria (1549), De Justitia Coelesti (1564) e De Vera Sapientia (1578).
D. Jerónimo foi um humanista que soube associar a mundividência cristã ao seu interesse pelos problemas sociopolíticos do tempo. Neste sentido, foi também um político e um contra-reformista, como se vê pela suas obras de cariz histórico, pedagógico, e de exegese bíblica.
Em 1577 concretizou a mudança da sede episcopal de Silves para Faro.
Ao se conhecer um escrito difamatório contra D. Jerónimo, por Gualter Haddon, secretário da rainha Isabel Tudor, o bispo de Angra D. Manuel de Almada imediatamente escreveu e publicou, na Antuérpia, o «Adversus Epistulam Gualteri Hadonni Serenissima Regina Anglia a Supplicum Libelis contra Reverendi P. Hyronimi Oforii Lusitani Episcopi Silversis epistolam super editam».

## Biografia

### Família e primeiros anos
Era filho de João Osório da Fonseca, filho segundo do 2.° Senhor da Quintã de Figueiró da Granja, Ouvidor-Geral da Índia, e de sua mulher Francisca Gil de Gouveia, de cujo casamento, promovido pela rainha D. Leonor (esposa de D. João II), e por D. Beatriz (mãe da precedente e esposa do tio do rei, D. Fernando, Duque de Viseu), nasceu outro filho, Bernardo da Fonseca.
Impedidos de acompanhar seu pai, que fora colocado como ouvidor-geral na Índia Portuguesa, por serem ainda crianças, D. Jerónimo e seu irmão ficaram em Lisboa onde são educados pela mãe.

### Educação e formação académica
Na verdade, detentora de um grande "engenho", Francisca Gil de Gouveia enviou o seu filho Jerónimo Osório, aos 13 anos, para Salamanca, grande centro de cultura e ciências, onde aprendeu latim e grego. Aqui, e já com 16 anos, inicia o estudo de direito civil por indicação de seu pai, então regressado da Estado da Índia, embora não fosse esse o seu projecto de vida. Recorrendo a uma forte disciplina metodológica, consegue conciliar o estudo do direito com o dos autores gregos e romanos.

Segundo o seu sobrinho, também chamado Jerónimo Osório, in «Vida de Jerónimo Osório», português:
"a nobreza de alma e uma privilegiada disposição de todo o seu corpo…", "pois foi sempre meão de estatura, ancho de peito, com as mãos ajeitadíssimas para o manejo das armas, de braços e pernas solidamente enrijados: e manteve-se com este vigor até à extrema velhice"
Converteram-no num apreciador da vida militar. Por isso, e enquanto aguardava autorização dos pais para ingressar na Ordem Militar de São João, em Rodes, entregou-se simultaneamente ao estudo do direito e dos autores gregos e romanos e à religião.
Depois de ter decidido dedicar-se por inteiro a Deus e fazer o voto de castidade em Salamanca, aquando da morte de seu pai, regressa ao Reino de Portugal e a pedido da mãe larga definitivamente a referida milícia. Então, e já com 19 anos, foi para a Universidade de Paris para se dedicar ao estudo da Dialéctica de Aristóteles e da Filosofia Natural. Aqui atingiu um grande prestígio, sendo conhecido como o filósofo de Paris.
Amigo de Inácio de Loyola, influenciou, mais tarde, D. João III de Portugal a chamar a Companhia de Jesus para Portugal. Fez estudos em Teologia cristã e os conhecimentos da língua hebraica permitiram-lhe ler as obras dos Santos Padres. Em 1537, D. João III nomeou-o professor de Sagrada Escritura na Universidade de Coimbra.
Mais tarde foi para Bolonha e aí se manteve alguns anos, vivendo sempre de forma muito recatada. Nesta cidade, começa os Tratados da Nobreza civil e cristã, que dedicou ao príncipe D. Luís, de cujo filho, D. António, Prior do Crato, foi educador.

Aquando da morte de D. Luís, Jerónimo Osório tomou a decisão de se retirar para uma aldeia sertaneja, tendo sido muito criticado pelos amigos. A estas críticas, e de acordo com autor e obra acima referidos, Jerónimo Osório respondeu: 
"Tenho fraca mercadoria para levar comigo para a Corte; por isso, se não perder o juízo, não pode haver nenhuma esperança de mores ganhos capaz de provocar-me a transferir-me para lá por minha livre vontade e a afastar-me deste tão aprazível repouso, todo ele consagrado à sabedoria." E essas mercadorias eram, respondia ele: "verdade e lealdade são aquelas mercadorias que eu posso levar para a Corte, às quais sei que em infinitos lugares se prefere o engano e a adulação; pelo que, justamente me temo que se para lá me mudo, ou falto ao meu dever, ou de lá sou expulso, oprimido pelas afrontas." 
Pertenceu à Mesa da Consciência e assinou muitos documentos em nome do cardeal D. Henrique.
Homem pouco ambicioso, por considerar que cada pastor devia apenas deter uma igreja, pediu que a igreja de Tavares, que lhe foi feita mercê pelo príncipe D. Luís, fosse entregue a outra pessoa.

Nomeado bispo de Silves, manteve sempre uma grande ligação com os mais pobres facultando aos interessados a possibilidade de estudar as línguas clássicas e distribuindo esmolas e comida aos mais necessitados. Ajudava os lavradores e 
"ordenava que se armazenassem nos celeiros de Silves grandes quantidades de trigo, com a finalidade dos lavradores aí o poderem adquirir por preços módicos, quando deles necessitassem para as sementeiras - não fosse algumas vezes suceder que, por falta de trigo, ou por carestia dos géneros, se vissem compelidos e deixar as terras por semear". Muito amado pelos pobres, praticou a justiça com equidade, lutando contra a corrupção dos costumes e "pela subordinação a um regime de vida exemplar, de ensinamentos, de preces e de lágrimas".
Foi encarregado pelo referido cardeal D. Henrique de secundar D. Sebastião I de Portugal na governação do reino. Esteve em Sevilha, Bolonha e Roma onde foi recebido pelo Sumo Pontífice Gregório XIII. Homem muito piedoso "com grande zelo da glória de Deus, extraordinário defensor da fé cristã, excelente teólogo…", sempre subordinou os seus interesses aos da pátria e aos da verdade.
Morreu com 74 anos.

### Legado

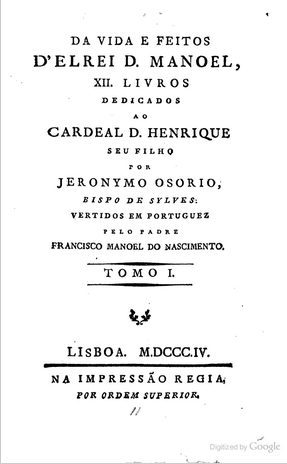
Da vida e feitos d'elrei d. Manoel …, 1804

O grande domínio do latim, por parte do autor, facilitou o conhecimento directo da sua obra que, compreendendo escritos filosóficos, teológicos, políticos e mesmo históricos, se tornou um objecto de grande interesse para um melhor conhecimento da época em que foi escrita.
Os seus livros foram publicados e apreciados em vários países, conhecendo por vezes edições sucessivas ainda no século XVI.